# 王澜明
王澜明（1948年—），陕西扶风人，中国共产党及中华人民共和国官员。

## 生平
四川大学历史系历史专业本科毕业。是中共党员。1987年至2001年，在中共中央办公厅秘书局工作，历任法规室主任、秘书局常务副局长、局长等职。2001年至2010年，任中央机构编制委员会办公室副主任。其间，开始兼任中国行政管理学会会长。2008年，当选第十一届全国人民代表大会陕西地区代表，并担任全国人大内务司法委员会委员。其间及卸任后，继续兼任中国行政管理学会会长。

## 著作
出版、编著和发表的专著及论文30多册（篇），内容涉及市场经济体制下的政府职能定位、机构改革和机构编制工作、事业单位改革、信息工作、公文处理、思想政治工作、中国共产党章程等。